# Maroilles (Nord)
Maroilles település Franciaországban, Nord megyében. Lakosainak száma 1445 fő (2022. január 1.). Maroilles Noyelles-sur-Sambre, Taisnières-en-Thiérache, Le Favril, Grand-Fayt, Landrecies, Locquignol és Prisches községekkel határos.

## Népesség
A település népességének változása:
| Lakosok száma | 1417 | 1398 | 1405 | 1403 | 1416 | 1428 | 1432 | 1441 | 1445 |
|               | 2013 | 2015 | 2016 | 2017 | 2018 | 2019 | 2020 | 2021 | 2022 |